# 堀秀村
堀秀村（ほり ひでむら，1557年（弘治3年）—1599年（慶長4年）），戰國時代武將。淺井氏、織田氏家臣。近江國北部的鎌刃城城主。

## 生平
因為繼承城主之位時年紀尚幼，所以在家老樋口直房的輔佐下，出仕淺井長政，在元龜元年（1570年）的金崎之戰後，淺井家與織田信長反目成仇，淺井家為防備織田家的來襲，新建長比、苅安兩處城砦並交給堀秀村跟樋口直房鎮守。
但在織田家臣竹中重治的勸誘下，樋口直房接受其策反，並說動堀秀村一同改投織田家。堀秀村也在元龜二年（1571年）2月又勸降淺井家臣島秀親改投織田家。同年5月，淺井長政派遣家臣淺井井規進攻鎌刃城，多得橫山城守將木下藤吉郎及時馳援，堀秀村順利擊退淺井軍（箕浦之戰）。
天正元年（1573年），在淺井家於小谷城之戰滅亡後，堀秀村因功加封坂田郡6萬石。但好景不常，在天正二年（1574年）時，越前一向一揆南下攻打近江時，負責防備木目城的樋口直房迅速放棄城池，帶著妻子逃亡，而被織田信長懷疑跟一向一揆內通，命令羽柴秀吉逮捕樋口夫婦並處死。堀秀村作為樋口直房的主君，也遭到織田信長連坐處罰，沒收了堀秀村約有10萬石的領地，堀秀村下野淪為浪人。
堀秀村後來被豐臣秀長重新招為家臣，曾經參與紀伊征討，後在慶長4年（1599年）過世。